# Brídín Brennan
Brídín Brennan (Gweedore, 20 de janeiro de 1977), em irlandês Brídín Ní Bhraonáin, é uma cantora irlandesa. É a mais nova dos membros da família Brennan, da qual surgiram Enya e o grupo Clannad.

## História
Brídín, em uma entrevista, diz que a música é como uma segunda língua em sua família. Sua primeira performance ocorreu no pub da família, no qual Clannad e Enya haviam cantado antes. Mesmo muito jovem, recebia convites para entreter turistas e visitantes com diversas melodias.
Na adolescência, dedicou-se à carreira de cabeleireira, contudo, nos anos 90, seus irmãos - Moya e Ciaran - convidaram-na para ingressar no Clannad como backing vocal. Durante os sete anos em que participou do grupo, adquiriu grande experiência e fez alguns turnês pelo mundo. Chegou, até mesmo, a aparecer em alguns programas famosos como Later with Jools Holland (no Reino Unido) e The Tonight Show with Jay Leno (nos Estados Unidos).

## Família Brennan
O pai de Enya, Leo Ó Braonáin, em 1968, tornou-se proprietário de um pub (Leo's Tavern) localizado na vila Min na Leice (Meenalech). Antes de abrir o pub, porém, era o líder do grupo "Slieve Foy Dance Band", no qual tocava acordeão e sax. Sua mãe, Máire Uí Bhraonáin, conhecida como Baba, era organista em uma igreja e lecionava piano na Gweedore Comprehensive School.

## Discografia

### Álbuns
- 2005 - Eyes of Innocence

### Singles
- "Hang On"